# Vironvay
Vironvay település Franciaországban, Eure megyében. Lakosainak száma 331 fő (2022. január 1.). Vironvay Saint-Pierre-du-Vauvray, Andé, Muids, Heudebouville, Pinterville és Louviers községekkel határos.

## Népesség
A település népessége az elmúlt években az alábbi módon változott:
| Lakosok száma | 92   | 169  | 276  | 302  | 314  | 330  | 332  | 330  | 329  | 331  |
|               | 1968 | 1982 | 1990 | 2006 | 2013 | 2015 | 2017 | 2019 | 2020 | 2022 |